# Rhotana contracta
Rhotana contracta är en insektsart som beskrevs av Ronald Gordon Fennah 1956. Rhotana contracta ingår i släktet Rhotana och familjen Derbidae. Inga underarter finns listade i Catalogue of Life.